# Marrakesh Express
Pistes de Crosby, Stills & Nash
Suite: Judy Blue Eyes Guinnevere
Marrakesh Express est une chanson de Crosby, Stills & Nash, parue  en 1969 sur le premier album éponyme Crosby, Stills & Nash. L'auteur-compositeur, Graham Nash, ancien membre des Hollies, avait voulu l'enregistrer avec eux. Il y eut même une tentative d'enregistrement et il existe une demo dans les archives du groupe.
La musique est d'inspiration pop et country.
Marrakesh est une ville du Maroc célèbre pour sa maroquinerie et son artisanat. Le Marrakesh Express est un train que Nash pris de Casablanca en 1966. Les paroles sont inspirées des images, des sons et des vibrations qu'il a rencontré sur le voyage. Dans une interview, Nash raconta qu'il voyagea d'abord en première classe mais qu'il trouva cela « foutrement ennuyeux ». Il alla s'assoir avec les gens du peuple, au milieu « des canards, des porcs et des poulets ». 